# Орлов Володимир Олександрович
Володимир Олександрович Орлов (нар. 4 квітня 1933, місто Умань, тепер Черкаської області) — український радянський діяч, новатор виробництва, старший вальцювальник металургійного комбінату «Запоріжсталь» імені Серго Орджонікідзе міста Запоріжжя. Герой Соціалістичної Праці (3.01.1974). Член ЦК КП України у 1981—1986 роках. Депутат Верховної Ради СРСР 9—11-го скликань.

## Біографія
Народився в родині військовослужбовця. Під час німецько-радянської війни разом із матір'ю перебував у евакуації на Північному Кавказі. У 1948 році закінчив сім класів школи. У 1948—1950 роках — учень металургійного технікуму в місті Запоріжжі.
У 1950—1952 роках — слюсар-монтажник монтажного управління «Союзпрокатмонтаж»; учень, монтажник прокатних станів заводу «Дніпроспецсталь» у Запоріжжі.
У 1952—1955 роках — у Радянській армії.
Освіта середня спеціальна. У 1958 році закінчив Запорізький металургійний технікум.
З 1958 року працював підручним вальцювальника, замірником, вальцювальником, а з 1964 року — старшим вальцювальником стану «1680» гарячого прокату тонколистового цеху, керівником бригади технологів Запорізького металургійного заводу (з 1975 року — комбінату) «Запоріжсталь» імені Серго Орджонікідзе.
Член КПРС з 1964 року.
Бригада Орлова засвоювала нові методи технології прокату, установлювала світові рекорди в металургії. На «Запоріжсталі» Орлов пропрацював 45 років.
Потім — на пенсії у місті Запоріжжі.

## Нагороди
- Герой Соціалістичної Праці (3.01.1974)
- два ордени Леніна (30.03.1971, 3.01.1974)
- медаль «За добесну працю. В ознаменування 100-річчя з дня народження Володимира Ілліча Леніна»
- медалі
- Почесний металург СРСР (1970)